# Сахарные медососы
Сахарные медососы, или сахарные птицы (лат. Promerops) — род птиц монотипического семейства Promeropidae, в котором выделяют два вида: родезийский сахарный медосос (Promerops gurneyi) и капский сахарный медосос (Promerops cafer). Наиболее близким является семейство Chaetopidae. Ранее сахарные медососы как род включался в семейства нектарницевые или медососовые.
Родезийский сахарный медосос обитает на юге Африки, капский сахарный медосос — исключительно в Финбоше.
Сахарные медососы — птицы среднего размера с длиной тела 30-40 см, массой 30-45 г. Оперение серовато-бурое с жёлтыми пятнами, клювы длинные, изогнутые вниз. Самцы и самки схожи, но у самцов длинные, около 40 см, хвосты.
Гнёзда расположены в кустах. Обычно откладываются два яйца с рыжевато-кремовой скорлупой, которые высиживаются около 17 дней.
В основном питаются нектаром протейных и насекомыми.